# ALL MY TRUE LOVE
《ALL MY TRUE LOVE》是日本女子樂團SPEED的第7張單曲。1998年10月28日發行。是SPEED其中一首代表作。
這張單曲在SPEED的四大巨蛋巡回演唱會期間發行，這使許多歌迷興奮不已。MV在亞利桑那州的大峽谷拍攝。單曲發行後，連續兩週取得Oricon週榜冠軍，並且是1998年11月月榜冠軍，在Oricon公信榜期間銷量達122.1萬張，是1998年銷量第13高的單曲。總銷量高達160萬張以上，獲得日本唱片業協會的百萬唱片認證。
單曲主打歌《ALL MY TRUE LOVE》是TBS獨家播放的1998年世界排球錦標賽的主題曲；另外兩首副歌分別被愛普生的「Colorio打印機」廣告和樂敦製藥的廣告使用。
1998年年底，SPEED第2次被邀請上NHK紅白歌合戰（第49回），演唱《ALL MY TRUE LOVE》
雖然歌迷們普遍很喜歡這張單曲，但這張單曲可以說是SPEED的一個轉折點。兩首副歌都分別表示樂團中的兩名核心成員島袋寬子（hiro）、今井繪理子（Eriko）的名字而不是SPEED，為成員之間的關係埋下芥蒂，日後樂團成員更多地傾向於走solo路線。這張單曲也是SPEED迄今為止最後一張取得Oricon週榜冠軍的單曲。

## 收錄曲目
1. ALL MY TRUE LOVE/SPEED
2. /hiro
3. /Eriko with Crunch
4. ALL MY TRUE LOVE(instrumental)/SPEED
5. (instrumental)/hiro
6. (instrumental)/Eriko with Crunch